# 제63회 아카데미상
제63회 아카데미상은 1991년 3월 25일에 열린 시상식이다. 미국 로스앤젤레스 슈라인 오디토리옴에서 개최되었으며 사회자는 빌리 크리스탈이다.

## 후보 및 수상

### 작품상
- 늑대와 춤을 - Jim Wilson 수상
- 사랑의 기적 - 월터 F. 파키스
- 사랑과 영혼 - Lisa Weinstein
- 대부 3 - 프란시스 포드 코폴라
- 좋은 친구들 - 어윈 윙클러

### 남우주연상
- 행운의 반전 - 제레미 아이언스 수상
- 사랑의 기적 - 로버트 드 니로
- 시라노 - 제라르 드빠르디유
- 늑대와 춤을 - 케빈 코스트너
- 카인의 반항 - 리처드 해리스

### 여우주연상
- 미져리 - 캐시 베이츠 수상
- 그리프터스 - 안젤리카 휴스톤
- 브릿지 부부 - 조앤 우드워드
- 헐리웃 스토리 - 메릴 스트립
- 귀여운 여인 - 줄리아 로버츠

### 남우조연상
- 좋은 친구들 - 조 페시 수상
- 늑대와 춤을 - 그레이엄 그린
- 딕 트레이시 - 알 파치노
- 대부 3 - 앤디 가르시아
- 오랜 친구 - 브루스 데이비슨

### 여우조연상
- 사랑과 영혼 - 우피 골드버그 수상
- 늑대와 춤을 - 매리 맥도넬
- 좋은 친구들 - 로레인 브라코
- 그리프터스 - 아네트 베닝
- 광란의 사랑 - 다이안 래드

### 감독상
- 늑대와 춤을 - 케빈 코스트너 수상
- 대부 3 - 프란시스 포드 코폴라
- 좋은 친구들 - 마틴 스코세이지
- 그리프터스 - 스티븐 프리어스
- 행운의 반전 - 바벳 슈로더

### 각본상
- 사랑과 영혼 - 브루스 조엘 러빈 수상

### 각색상
- 늑대와 춤을 - Michael Blake 수상

### 촬영상
- 늑대와 춤을 - Dean Semler 수상

### 편집상
- 늑대와 춤을 - 네일 트라비스 수상

### 미술상
- 딕 트레이시 - 리처드 실버트 수상

### 의상상
- 시라노 - Franca Squarciapino 수상

### 분장상
- 딕 트레이시 - Caglione Jr. John 수상

### 음악상
- 늑대와 춤을 - 존 배리 수상

### 주제가상
- 딕 트레이시 - 스티븐 손드하임 수상

### 음향편집상
- 붉은 10월 - Cecelia Hall 수상

### 음향믹싱상
- 늑대와 춤을 - Russell Williams II 수상

### 외국어영화상
- 희망의 여행 - 자비에 콜러 수상

### 단편애니메이션상
- 동물원 인터뷰 - 닉 파크 수상

### 단편영화상
- 런치 데이트 - 애덤 데이비슨 수상

### 장편다큐멘터리상
- American Dream - Barbara Koppl 수상

### 단편다큐멘터리상
- Days of Waiting - Steven Okazaki 수상

### 특별공헌상
- 토탈 리콜 - Eric Brevig, Rob Bottin, Tim McGovern, Alex Funke 수상

### 공로상
- 소피아 로렌 수상
- 마이어너 로이 수상

### 어빙 탤버그 상
- 데이비드 브라운 수상
- 리처드 D. 자눅 수상

### 고든 소이어 상
- Stefan Kudelski 수상
- 표창메달Roderick T. Ryan 수상
- Geoffrey Williamson 수상

## 같이 보기
- 제11회 골든 래즈베리상
- 제44회 영국 아카데미 영화상
- 제48회 골든 글로브상